# Jaroslav Bořita z Martinic
Jaroslav Bořita z Martinic (1582 – 1649) è stato un politico ceco.
Cattolico intransigente, fu scaraventato giù dalle finestre del castello di Praga nel 1618 insieme a Vilém Slavata. Morì per le ferite riportate durante una battaglia contro gli Svedesi alla fine della guerra dei trent'anni.
Fu padre di Georg Adam von Martinitz.